# Европско првенство у атлетици у дворани 1974 — 1.500 метара за жене
Такмичење у  трци на 1.500 метара у женској конкуренцији на 5. Европском првенству у атлетици у дворани 1974. одржано је 10. марта 1974. године у дворани Скандинавијум у Гетеборгу, (Шведска).
Титулу европске првакиње освојену на Европском првенству у дворани 1973. у Ротердаму није  бранила Анарозе Фидлер из Источне Немачке.

## Земље учеснице
Учествовало је 11 атлетичарки из 8 земаља.
1. Бугарска (1)
2. Чехословачка (2)
3. Источна Немачка (2)
4. Уједињено Краљевство (1)
5. Норвешка (1)
6. Пољска (1)
7. Румунија (1)
8. Совјетски Савез (2)

## Рекорди
| Рекорди пре почетка Европског првенства у дворани 1974.     | Рекорди пре почетка Европског првенства у дворани 1974. | Рекорди пре почетка Европског првенства у дворани 1974. | Рекорди пре почетка Европског првенства у дворани 1974. | Рекорди пре почетка Европског првенства у дворани 1974. | Рекорди пре почетка Европског првенства у дворани 1974. |
| ----------------------------------------------------------- | ------------------------------------------------------- | ------------------------------------------------------- | ------------------------------------------------------- | ------------------------------------------------------- | ------------------------------------------------------- |
| Светски рекорд у дворани                                    | Франси Лареј                                            | САД                                                     | 4:12,62                                                 | Торонто, Канада                                         | 15. фебруар 1974.                                       |
| Европски рекорд у дворани                                   | Тамара Пангелова                                        | Совјетски Савез                                         | 4:14,62                                                 | Гренобл, Француска                                      | 12. март 1972.                                          |
| Рекорди европских првенстава у дворани                      | Тамара Пангелова                                        | Совјетски Савез                                         | 4:14,62                                                 | Гренобл, Француска                                      | 12. март 1972.                                          |
| Рекорди после завршеног Европског првенства у дворани 1974. |                                                         |                                                         |                                                         |                                                         |                                                         |
| Светски рекорд у дворани                                    | Тонка Петрова                                           | Бугарска                                                | 4:10,91                                                 | Гетеборг, Шведска                                       | 10. март 1974.                                          |
| Европски рекорд у дворани                                   | Тонка Петрова                                           | Бугарска                                                | 4:10,91                                                 | Гетеборг, Шведска                                       | 10. март 1974.                                          |
| Рекорди европских првенстава у дворани                      | Тонка Петрова                                           | Бугарска                                                | 4:10,91                                                 | Гетеборг, Шведска                                       | 10. март 1974.                                          |

## Освајачи медаља
|                        |                             |                                  |
| Тонка Петрова Бугарска | Карин Кребс Источна Немачка | Тамара Казачкова Совјетски Савез |

## Резултати
| Пласман | Атлетичарка       | Земља                | Резултат | Белешка        |
| ------- | ----------------- | -------------------- | -------- | -------------- |
|         | Тонка Петрова     | Бугарска             | 4:10,97  | СРд, ЕРд, РЕПд |
|         | Карин Кребс       | Источна Немачка      | 4:11,33  | НРд            |
|         | Тамара Казачкова  | Совјетски Савез      | 4:14,45  |                |
| 4.      | Илеана Силај      | Румунија             | 4:17,12  |                |
| 5.      | Мери Стјуарт      | Уједињено Краљевство | 4:19,00  |                |
| 6.      | Људмила Брагина   | Совјетски Савез      | 4:20,80  |                |
| 7.      | Уршула Прасек     | Пољска               | 4:21,26  |                |
| 8.      | Божена Судицка    | Чехословачка         | 4:21,45  |                |
| 9.      | Дорис Глут        | Источна Немачка      | 4:23,06  |                |
| 10.     | Венхе Серум       | Норвешка             | 4:23,19  |                |
| 11.     | Надежда Варцабова | Чехословачка         | 4:25,19  |                |

## Укупни биланс медаља у трци на 1.500 метара за жене после 5. Европског првенства у дворани 1971—1974.
Диисциплина није била на програму 1. Европског првенства 1970.
|    | Земља                |   |   |   |    |
| -- | -------------------- | - | - | - | -- |
| 1. | Совјетски Савез      | 1 | 2 | 2 | 5  |
| 2. | Бугарска             | 1 | 1 | 1 | 3  |
| 2, | Уједињено Краљевство | 1 | 0 | 0 | 1  |
| 2, | Западна Немачка      | 1 | 0 | 0 | 1  |
| 5. | Источна Немачка      | 0 | 1 | 1 | 2  |
|    | Укупно {5}           | 4 | 4 | 4 | 12 |

|    | Атлетичарка      | Земља           |   |   |   |   |
| -- | ---------------- | --------------- | - | - | - | - |
| 1. | Тонка Петрова    | Бугарска        | 1 | 1 | 0 | 2 |
| 2. | Тамара Пангелова | Совјетски Савез | 1 | 0 | 1 | 2 |
| 3. | Људмила Брагина  | Совјетски Савез | 0 | 2 | 0 | 2 |